# Bauladu
Bauladu (sardisch: Baulaù) ist eine italienische Gemeinde (comune) in der Provinz Oristano mit 612 Einwohnern (Stand 31. Dezember 2023) im Westen Sardiniens. Die Gemeinde liegt etwa 14 Kilometer nordnordöstlich von Oristano.

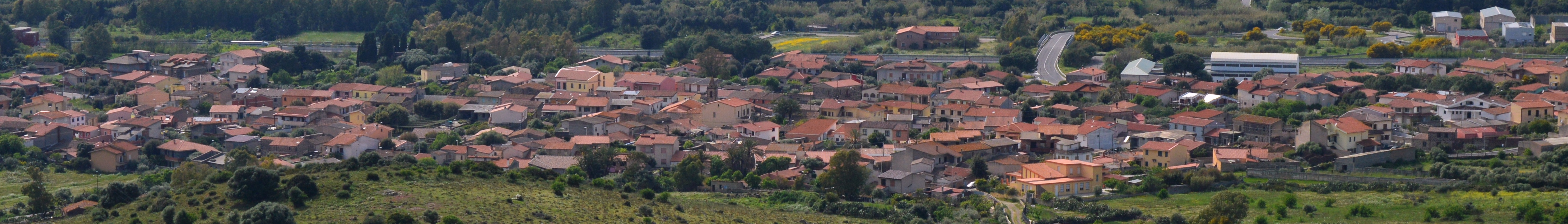
Bauladu

Das Gigantengrab von Muraguada liegt an der Bahnstrecke Cagliari–Golfo Aranci, östlich der Nuraghe Crabia.

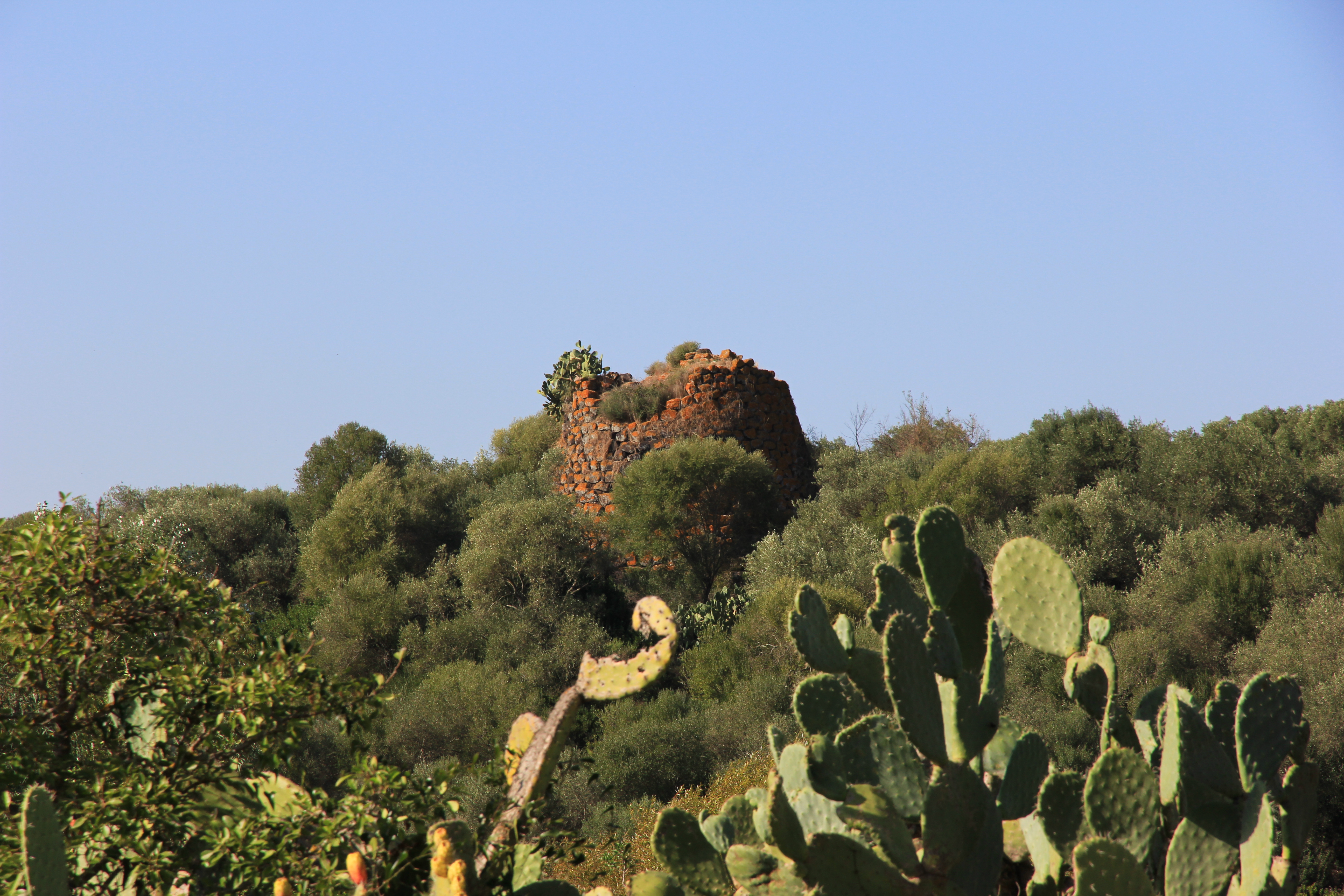
Nuraghe Crabia

## Verkehr
Durch die Gemeinde führt die Strada Statale 131 Carlo Felice von Cagliari nach Porto Torres. In Bauladu befindet sich der Bahnhof Bauladu-Milis an der Bahnstrecke Cagliari–Golfo Aranci Marittima, der allerdings nur noch außerplanmäßig angefahren wird.